# Campeonato Mundial de Natación en Aguas Abiertas de 2002
El VI Campeonato Mundial de Natación en Aguas Abiertas se celebró en la localidad de Sharm el-Sheij (Egipto) entre el 23 y el 28 de septiembre de 2002. Fue organizado por la Federación Internacional de Natación (FINA) y la Federación Egipcia de Natación. Participaron un total de 89 nadadores representantes de 26 federaciones nacionales.

## Resultados

### Masculino
| Evento | Oro                            | Plata                            | Bronce                             |
| ------ | ------------------------------ | -------------------------------- | ---------------------------------- |
| 5 km   | Luca Baldini · Italia · 51:50  | Stefano Rubaudo · Italia · 51:51 | Thomas Lurz · Alemania · 51:52     |
| 10 km  | Evgeni Koshkarov Rusia 1:49:30 | Simone Ercoli · Italia · 1:49:34 | Vladimir Diachin Rusia 1:49:35     |
| 25 km  | Yuri Kudinov Rusia 5:39:14     | Anton Sanachev Rusia 5:41:14     | Gabriel Chaillou Argentina 5:51:16 |

### Femenino
| Evento | Oro                                     | Plata                                 | Bronce                             |
| ------ | --------------------------------------- | ------------------------------------- | ---------------------------------- |
| 5 km   | Viola Valli · Italia · 56:52            | Edith van Dijk · Países Bajos · 57:01 | Hanna Miluska · Suiza · 58:13      |
| 10 km  | Britta Kamrau · Alemania · 2:56:42      | Viola Valli · Italia · 2:56:42        | Angela Maurer · Alemania · 2:56:49 |
| 25 km  | Edith van Dijk · Países Bajos · 6:11:21 | Angela Maurer · Alemania · 6:11:22    | Britta Kamrau · Alemania · 6:11:22 |

## Medallero
| Núm. | País         | Oro | Plata | Bronce | Total |
| ---- | ------------ | --- | ----- | ------ | ----- |
| 1    | Italia       | 2   | 3     | 0      | 5     |
| 2    | Rusia        | 2   | 1     | 1      | 4     |
| 3    | Alemania     | 1   | 1     | 3      | 5     |
| 4    | Países Bajos | 1   | 1     | 0      | 2     |
| 5    | Argentina    | 0   | 0     | 1      | 1     |
| 5    | Suiza        | 0   | 0     | 1      | 1     |

- Datos: Q1454861